# Xiuyan (ort)
Xiuyan är en ort i Kina. Den ligger i provinsen Liaoning, i den nordöstra delen av landet, omkring 170 kilometer söder om provinshuvudstaden Shenyang.
Runt Xiuyan är det ganska tätbefolkat, med 108 invånare per kvadratkilometer. Xiuyan är det största samhället i trakten. I omgivningarna runt Xiuyan växer i huvudsak blandskog.
Genomsnittlig årsnederbörd är 1 190 millimeter. Den regnigaste månaden är juli, med i genomsnitt 387 mm nederbörd, och den torraste är januari, med 8 mm nederbörd.